# Municipio Mocomoco
Das Municipio Mocomoco liegt im Departamento La Paz im südamerikanischen Anden-Staat Bolivien.

## Lage im Nahraum
Das Municipio Mocomoco ist eines von drei Municipios der Provinz Eliodoro Camacho und liegt im nordöstlichen Teil der Provinz. Es grenzt im Nordwesten an die Republik Peru, im Westen an das Municipio Humanata und das Municipio Puerto Acosta, im Südwesten an das Municipio Escoma, im Süden an das Municipio Puerto Carabuco, im Osten an die Provinz Muñecas und im Norden an die Provinz Bautista Saavedra.
Das Municipio hat 135 Ortschaften (localidades), zentraler Ort des Municipio ist Mocomoco mit 439 Einwohnern im zentralen Teil des Municipios.

## Geographie
Das Municipio Mocomoco liegt auf dem bolivianischen Altiplano auf einer mittleren Höhe von 3500 m, am westlichen Rand der Cordillera Real. Das Klima der Region ist ein typisches Tageszeitenklima, bei dem die Temperaturschwankungen im Tagesverlauf deutlicher ausfallen als im Jahresverlauf.
Die mittlere Durchschnittstemperatur des Municipio liegt bei knapp 14 °C (siehe Klimadiagramm Mocomoco), die Monatsdurchschnittstemperaturen schwanken nur unwesentlich zwischen 11 °C im Juni/Juli und 15 °C von Oktober bis März. Der Jahresniederschlag beträgt etwa 750 mm, die Monatsniederschläge liegen zwischen unter 20 mm von Juli bis August und bei 100–150 mm von Dezember bis März.

## Bevölkerung
Die Einwohnerzahl des Municipio Mocomoco ist zwischen 1992 und 2024 um etwa ein Viertel angestiegen:
| Jahr | Einwohner | Quelle       |
| ---- | --------- | ------------ |
| 1992 | 13.516    | Volkszählung |
| 2001 | 13.950    | Volkszählung |
| 2012 | 15.916    | Volkszählung |
| 2024 | 17.653    | Volkszählung |

Das Municipio hatte bei der letzten Volkszählung von 2024 eine Bevölkerungsdichte von 36 Einwohnern/km². Die Lebenserwartung der Neugeborenen lag im Jahr 2001 bei 60,7 Jahren, die Säuglingssterblichkeit ist von 6,7 Prozent (1992) auf 7,0 Prozent im Jahr 2001 leicht gestiegen.
Der Alphabetisierungsgrad bei den über 15-Jährigen beträgt 69,7 Prozent, und zwar 82,2 Prozent bei Männern und 57,0 Prozent bei Frauen (2001).
36,0 Prozent der Bevölkerung sprechen Spanisch, 97,0 Prozent sprechen Aymara, und 0,3 Prozent Quechua. (2001)
98,6 Prozent der Bevölkerung haben keinen Zugang zu Elektrizität, 74,6 Prozent leben ohne sanitäre Einrichtung (2001).
45,0 Prozent der Haushalte besitzen ein Radio, 0,4 Prozent einen Fernseher, 8,8 Prozent ein Fahrrad, 0,2 Prozent ein Motorrad, 0,3 Prozent einen PKW, 0,1 Prozent einen Kühlschrank, 0,1 Prozent ein Telefon. (2001)

## Politik
Ergebnis der Regionalwahlen (concejales del municipio) vom 4. April 2010:
| Wahl- berechtigte |  | Wahl- beteiligung | gültige Stimmen |  | MAS-IPSP | M.P.S. | ASP    | FPV   |
| ----------------- |  | ----------------- | --------------- |  | -------- | ------ | ------ | ----- |
| 6.300             |  | 5.683             | 3.831           |  | 2.292    | 955    | 517    | 67    |
|                   |  | 90,2 %            | 67,4 %          |  | 59,8 %   | 24,9 % | 13,5 % | 1,7 % |

Ergebnis der Regionalwahlen (elecciones de autoridades políticas) vom 7. März 2021:
| Wahl- berechtigte |  | Wahl- beteiligung | gültige Stimmen |  | J.A.LLALLA.L.P. | MAS-IPSP | MTS    | FPV    | PDC    | PBCSP  | VENCEREMOS |
| ----------------- |  | ----------------- | --------------- |  | --------------- | -------- | ------ | ------ | ------ | ------ | ---------- |
| 6.812             |  | 6.006             | 4.662           |  | 1.980           | 1.572    | 253    | 163    | 117    | 115    | 110        |
|                   |  | 88,17 %           | 77,62 %         |  | 42,47 %         | 33,72 %  | 5,43 % | 3,50 % | 2,51 % | 2,47 % | 2,36 %     |

## Gliederung
Das Municipio untergliederte sich bei der letzten Volkszählung von 2012 in die folgenden sechs Kantone:
- 02-0402-01 Kanton Mocomoco – 39 Ortschaften – 3.276 Einwohner
- 02-0402-02 Kanton Italaque – 20 Ortschaften – 2.892 Einwohner
- 02-0402-03 Kanton Tajani – 14 Ortschaften – 2.833 Einwohner
- 02-0402-04 Kanton Pacaures – 22 Ortschaften – 2.600 Einwohner
- 02-0402-05 Kanton Villa Rosario de Wila Khala – 32 Ortschaften – 3.631 Einwohner
- 02-0402-08 Kanton Canllapampa – 8 Ortschaften – 684 Einwohner

## Ortschaften im Municipio Mocomoco
- Kanton Mocomoco
  - Mocomoco 505 Einw.

- Kanton Italaque
  - Italaque 346 Einw.

- Kanton Tajani
  - Cajcachi 405 Einw. – Tajani 347 Einw.

- Kanton Pacaures
  - Yocarhuaya 325 Einw. – Machacamarca 243 Einw. – Pacaures 156 Einw.

- Kanton Villa Rosario de Wila Khala
  - Pacobamba 195 Einw.

- Kanton Canllapampa
  - Canllapampa 118 Einw.